# سعد الدين السلمي
سعد الدين أبو إسحاق إبراهيم بن عبد العزيز الموفق بن عبد الجبار بن أبي محمد السلمي الطبيب (ت 644 ھ). طبيب، بارع في العلوم الفقهية. ولد بدمشق سنة خمسمائة وثلاث وثمانين هجرية.

## علمه وعمله
ورث الطب عن أبيه موفق الدين بن عبد العزيز، وكان «أوحد زمانه وعلامة أوانه في صناعة الطب» على ما ذكر ابن أبي أصيبعة. تولى عمارة المدرسة الحنبلية في دمشق، أيام الملك الأشرف موسى بن الملك العادل، وخدم بضاعة الطب في البيمارستان النوري الكبير في المدينة المذكورة، كما خدم الملك الأشرف أبا الفتح بن أبي بكر بن أيوب، وكان حظيا عنده، فولاه رئاسة أطباء دمشق. وبعد وفاته، لازم أخاه الملك الكامل، وكان له مجلس عام للمشتغلين عليه بصناعة الطب.

## وفاته
لم يزل مقيما بدمشق، إلى أن توفي سنة ستمائة وأربع وأربعين هجرية.